# Distretto di Trostjanec' (oblast' di Vinnycja)
Il distretto di Trostjanec' (in ucraino Тростянецький район?) era un distretto dell'Ucraina, situato nell'oblast' di Vinnycja. Il suo capoluogo era Trostjanec'. È stato soppresso con la riforma amministrativa del 2020.